# Wydma ruchoma

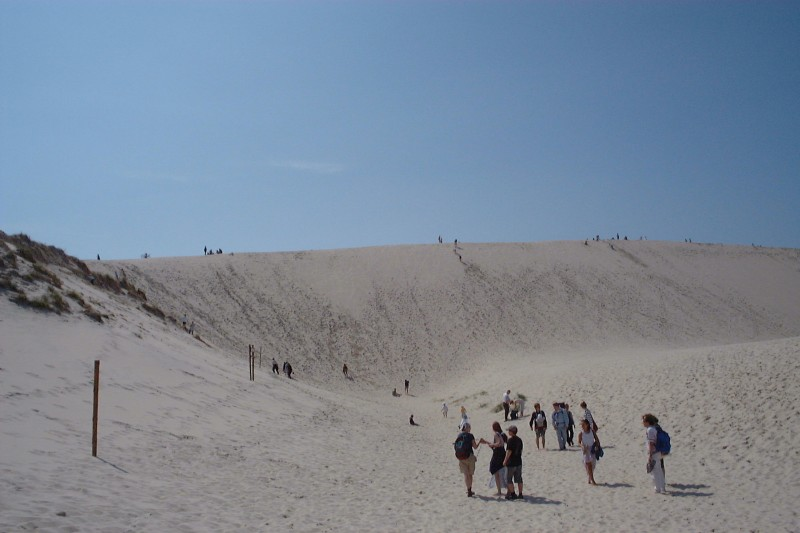
Wydmy w Słowińskim PN

Wydma ruchoma – jeden z rodzajów wydm piaskowych. 
Charakteryzuje się tym, że mniejsze ziarna, występujące w niewielkich ilościach w piasku nadmorskim, są zwiewane ze szczytu. Ciągłe przesypywanie ziaren piasku nie zatrzymywanych przez roślinność powoduje stopniowe przemieszczanie szczytów wydm zgodnie z kierunkiem dominujących wiatrów. Ruch wydm ustaje w momencie pojawienia się na nich roślin, które je utwierdzają.
W Polsce najbardziej znane wydmy ruchome występują w Słowińskim Parku Narodowym w okolicach Łeby.